# Pterolophia kyushuensis
Pterolophia kyushuensis är en skalbaggsart som beskrevs av Masatoshi Takakuwa 1988. Pterolophia kyushuensis ingår i släktet Pterolophia och familjen långhorningar. Inga underarter finns listade i Catalogue of Life.